# FA Cup (Thailand) 2024/25
Der thailändische FA Cup 2024/25 (thailändisch ไทยเอฟเอคัพ) war die 31. Austragung eines Ko-Fußballwettbewerbs. Der FA Cup wurde vom Getränkehersteller Chang gesponsert und ist aus Sponsorengründen auch als Chang FA Cup (thailändisch ช้าง เอฟเอคัพ) bekannt. Das Turnier wurde vom thailändischen Fußballverband organisiert und begann mit der Qualifikationsrunde am 11. September 2024. An dem Wettbewerb nahmen 76 Mannschaften teil. Titelverteidiger war Bangkok United.

## Preisgeld
| Platzierung | Preisgeld      |
| ----------- | -------------- |
| Sieger      | 5.000.000 Baht |
| 2. Platz    | 1.000.000 Baht |

## Termine
| Runde               | Datum                             |
| ------------------- | --------------------------------- |
| Qualifikationsrunde | 11. September 2024                |
| 1. Runde            | 19./20./27. November 2024         |
| 2. Runde            | 18. Dezember 2024 29. Januar 2025 |
| Achtelfinale        | 9. April 2025                     |
| Viertelfinale       | 23. April 2025                    |
| Halbfinale          | 10./11. Mai 2025                  |
| Finale              | 24. Mai 2025                      |

## Qualifikationsrunde
| Datum                           |                               | Ergebnis              |                            |
| ------------------------------- | ----------------------------- | --------------------- | -------------------------- |
| 11. September 2024 um 15:30 Uhr | Surin Khong Chee Mool FC (T3) | 2:0                   | Samut Prakan City FC (T2)  |
| 11. September 2024 um 15:30 Uhr | Kabin United FC (T3)          | 1:1 n. V. (3:4 i. E.) | Lampang FC (T2)            |
| 11. September 2024 um 15:30 Uhr | PSU Surat Thani City FC (T3)  | 0:1                   | Kanchanaburi Power FC (T2) |
| 11. September 2024 um 15:30 Uhr | Chanthaburi FC (T2)           | 4:0                   | UD Vessuwan FC (TA)        |
| 11. September 2024 um 15:30 Uhr | BFB Pattaya City (T3)         | 0:3                   | Raj-Pracha FC (T3)         |
| 11. September 2024 um 16:30 Uhr | TOKO Customs United FC (T3)   | 0:1                   | Banbueng City FC (TSPL)    |
| 11. September 2024 um 17:00 Uhr | Kasetsart FC (T2)             | 1:1 n. V. (6:7 i. E.) | Roi Et PB United FC (T3)   |
| 11. September 2024 um 17:30 Uhr | Udon United FC (T3)           | 3:0                   | TPF Uttaradit FC (T3)      |
| 11. September 2024 um 18:00 Uhr | Suphanburi FC (T2)            | 1:0                   | Royal Thai Fleet FC (TSPL) |
| 11. September 2024 um 18:00 Uhr | Nakhon Si United FC (T2)      | 2:0                   | Chainat Hornbill FC (T2)   |
| 11. September 2024 um 18:00 Uhr | Muang Loei United FC (T3)     | 1:1 n. V. (5:3 i. E.) | Police Tero FC (T2)        |
| 11. September 2024 um 18:00 Uhr | Mahasarakham SBT FC (T2)      | 3:1                   | Thap Luang United FC (T3)  |

## 1. Runde
| Datum                          |                                           | Ergebnis                |                                 |
| ------------------------------ | ----------------------------------------- | ----------------------- | ------------------------------- |
| 19. November 2024 um 15.30 Uhr | Roi Et PB United FC (T3)                  | 0:4                     | Buriram United (T1)             |
| 20. November 2024 um 15.00 Uhr | APD United (TA)                           | 1:2                     | VRN Muangnont FC (T3)           |
| 20. November 2024 um 15.00 Uhr | Romklao United (TA)                       | 0:2                     | Muang Loei United FC (T3)       |
| 20. November 2024 um 15.00 Uhr | Futera United (TS)                        | 0:2                     | Navy FC (T3)                    |
| 20. November 2024 um 15.00 Uhr | Surin City FC (T3)                        | 2:0                     | Ubon Kids City (TA)             |
| 20. November 2024 um 15.00 Uhr | Mueang Klaeng FC (TA)                     | 0:6                     | Huasamrong Gateway FC (TS)      |
| 20. November 2024 um 15.00 Uhr | Surin Khong Chee Mool FC (T3)             | 1:5                     | Chachoengsao Hi-Tek FC (T3)     |
| 20. November 2024 um 15.00 Uhr | Nara United FC (T3)                       | 0:1                     | Mahasarakham SBT FC (T3)        |
| 20. November 2024 um 15.00 Uhr | Banbueng City FC (TS)                     | 1:2                     | Raj-Pracha FC (T3)              |
| 20. November 2024 um 15.00 Uhr | ACDC FC (T3)                              | 0:2                     | Nakhon Pathom United FC (T1)    |
| 20. November 2024 um 15.00 Uhr | Kamphaengphet FC (T2)                     | 2:2 n. V. (13:12 i. E.) | Ayutthaya United FC (T2)        |
| 20. November 2024 um 15.00 Uhr | Vongchavalitkul Nakhon Ratchasima FC (TS) | 0:3                     | Suphanburi FC (T2)              |
| 20. November 2024 um 15.00 Uhr | Dome FC (T3)                              | 1:2                     | Nakhon Ratchasima FC (T1)       |
| 20. November 2024 um 16.00 Uhr | Lamphun Warriors FC (T1)                  | 3:1                     | Prime Bangkok FC (T3)           |
| 20. November 2024 um 17.00 Uhr | Samut Sakhon City FC (T3)                 | 2:0                     | Udon United FC (T3)             |
| 20. November 2024 um 17.00 Uhr | Udon Thani City FC (TA)                   | 1:3                     | Lopburi City FC (T3)            |
| 20. November 2024 um 17.00 Uhr | Lampang FC (T2)                           | 2:1                     | Warin Chamrap FC (TS)           |
| 20. November 2024 um 17.30 Uhr | Phrae United FC (T2)                      | 2:1                     | Phitsanulok FC (T3)             |
| 20. November 2024 um 17.30 Uhr | Chanthaburi FC (T2)                       | 4:0                     | Hua Hin Maraleina FC (T3)       |
| 20. November 2024 um 18.00 Uhr | Khon Kaen FC (T3)                         | 8:0                     | Decenti Thonburi Forest (TA)    |
| 20. November 2024 um 18.00 Uhr | Bangkok United (T1)                       | 3:1                     | Pattaya United FC (T2)          |
| 20. November 2024 um 18.00 Uhr | Padriew City FC (T3)                      | 0:5                     | Kasem Bundit University FC (T3) |
| 20. November 2024 um 18.00 Uhr | Ratchaburi FC (T1)                        | 5:0                     | Bankhai United FC (T3)          |
| 20. November 2024 um 18.00 Uhr | Nakhon Si United FC (T2)                  | 4:2 n. V.               | Muangtrang United FC (T3)       |
| 20. November 2024 um 18.00 Uhr | Bangkok FC (T2)                           | 7:0                     | Phachi City FC (TS)             |
| 20. November 2024 um 18.00 Uhr | Nongbua Pitchaya FC (T1)                  | 4:3 n. V.               | Khon Kaen United FC (T1)        |
| 20. November 2024 um 18.30 Uhr | Chonburi FC (T2)                          | 2:1                     | PT Prachuap FC (T1)             |
| 20. November 2024 um 18.30 Uhr | Chiangrai United (T1)                     | 6:0                     | Phetchabun United (TA)          |
| 20. November 2024 um 19.00 Uhr | Rayong FC (T1)                            | 3:2                     | Kanchanaburi Power FC (T2)      |
| 20. November 2024 um 19.00 Uhr | Port FC (T1)                              | 1:2                     | BG Pathum United FC (T1)        |
| 20. November 2024 um 20.00 Uhr | Muangthong United (T1)                    | 3:0                     | Sisaket United FC (T2)          |
| 27. November 2024 um 19.00 Uhr | Uthai Thani FC (T1)                       | 0:1 n. V.               | Sukhothai FC (T1)               |

## 2. Runde
| Datum             |                                 | Ergebnis              |                             |
| ----------------- | ------------------------------- | --------------------- | --------------------------- |
| 18. Dezember 2024 | Mahasarakham SBT FC (T2)        | 0:5                   | Buriram United (T1)         |
| 29. Januar 2025   | Kamphaengphet FC (T3)           | 0:2                   | Samut Sakhon City FC (T3)   |
| 29. Januar 2025   | Nakhon Ratchasima FC (T1)       | 2:1                   | Chonburi FC (T2)            |
| 29. Januar 2025   | Raj-Pracha FC (T3)              | 1:0 n. V.             | VRN Muangnont FC (T3)       |
| 29. Januar 2025   | Kasem Bundit University FC (T3) | 0:0 n. V. (5:6 i. E.) | Chanthaburi FC (T2)         |
| 29. Januar 2025   | Nakhon Si United FC (T2)        | 2:2 n. V. (5:4 i. E.) | Lampang FC (T2)             |
| 29. Januar 2025   | Nakhon Pathom United FC (T1)    | 0:4                   | Muangthong United (T1)      |
| 29. Januar 2025   | Sukhothai FC (T1)               | 4:0                   | Muang Loei United FC (T3)   |
| 29. Januar 2025   | Phrae United FC (T2)            | 1:0                   | Rayong FC (T2)              |
| 29. Januar 2025   | Huasamrong Gateway FC (TS)      | 0:1 n. V.             | Surin City FC (T3)          |
| 29. Januar 2025   | Bangkok FC (T2)                 | 2:3                   | Suphanburi FC (T2)          |
| 29. Januar 2025   | Khon Kaen FC (T3)               | 3:1                   | Chachoengsao Hi-Tek FC (T3) |
| 29. Januar 2025   | Bangkok United (T1)             | 3:0                   | Nongbua Pitchaya FC (T1)    |
| 29. Januar 2025   | Chiangrai United (T1)           | 2:0                   | Lamphun Warriors FC (T1)    |
| 29. Januar 2025   | Ratchaburi FC (T1)              | 3:0                   | Navy FC (T3)                |
| 29. Januar 2025   | Lopburi City FC (T3)            | 0:3                   | BG Pathum United FC (T1)    |

## Achtelfinale
| Datum         |                           | Ergebnis  |                           |
| ------------- | ------------------------- | --------- | ------------------------- |
| 9. April 2025 | Samut Sakhon City FC (T3) | 1:4       | Nakhon Ratchasima FC (T1) |
| 9. April 2025 | Khon Kaen FC (T3)         | 0:1       | Sukhothai FC (T1)         |
| 9. April 2025 | Suphanburi FC (T2)        | 1:7       | Ratchaburi FC (T1)        |
| 9. April 2025 | Bangkok United (T1)       | 1:2 n. V. | Muangthong United (T1)    |
| 9. April 2025 | Surin City FC (T3)        | 1:4       | BG Pathum United FC (T1)  |
| 9. April 2025 | Phrae United FC (T2)      | 2:1       | Nakhon Si United FC (T1)  |
| 9. April 2025 | Chanthaburi FC (T2)       | 2:1       | Raj-Pracha FC (T3)        |
| 9. April 2025 | Buriram United (T1)       | 2:1 n. V. | Chiangrai United (T1)     |

## Viertelfinale
| Datum          |                           | Ergebnis |                          |
| -------------- | ------------------------- | -------- | ------------------------ |
| 23. April 2025 | Ratchaburi FC (T1)        | 7:1      | Phrae United FC (T2)     |
| 23. April 2025 | Sukhothai FC (T1)         | 2:5      | Muangthong United (T1)   |
| 23. April 2025 | Nakhon Ratchasima FC (T1) | 1:3      | BG Pathum United FC (T1) |
| 3. Mai 2025    | Chanthaburi FC (T2)       | 0:1      | Buriram United (T1)      |

## Halbfinale
| Datum        |                        | Ergebnis |                          |
| ------------ | ---------------------- | -------- | ------------------------ |
| 10. Mai 2025 | Muangthong United (T1) | 3:2      | Ratchaburi FC (T1)       |
| 10. Mai 2025 | Buriram United (T1)    | 3:0      | BG Pathum United FC (T1) |

## Finale
| Datum        |                        | Ergebnis |                     |
| ------------ | ---------------------- | -------- | ------------------- |
| 24. Mai 2025 | Muangthong United (T1) | 2:3      | Buriram United (T1) |

### Spielstatistik
| Paarung           | Muangthong United – Buriram United |
| Ergebnis          | 2:3 (1:2) |
| Datum             | 24. Mai 2025 um 18:00 Uhr |
| Stadion           | Thammasat Stadium, Khlong Luang, Pathum Thani |
| Zuschauer         | 163370 |
| Schiedsrichter    | Wang Di ( Volksrepublik China) |
| Tore              | 0:1 Bissoli (27.) ET 0:2 Goran Čaušić (35.) 1:2 Poramet Arjvirai (45.+5') ET 1:3 Bissoli (51.) 2:3 Poramet Arjvirai (72.) |
| Muangthong United | Kittipong Phuthawchueak – John-Patrick Strauß, Abbos Otaxonov, Hong Jeong-un (46. Korawich Tasa), Songwut Kraikruan, Picha Autra (63. Jaturapat Sattham), Sorawit Panthong, Kakana Khamyok (78. Teeraphol Yoryoei), Melvyn Lorenzen, Poramet Arjvirai, Emil Roback (63. Purachet Thodsanit) Cheftrainer: Gino Lettieri ( Italien)    |
| Buriram United    | Neil Etheridge – Theerathon Bunmathan (65. Dion Cools), Curtis Good (65. Peter Žulj), Ko Myeong-seok, Jefferson Tabinas, Goran Čaušić, Kenny Dougall, Phitiwat Sukjitthammakul (65. Sasalak Haiprakhon), Ratthanakorn Maikami (81. Athit Berg), Supachai Chaided (88. Pansa Hemviboon), Bissoli Cheftrainer: Osmar Loss ( Brasilien) |
| Gelbe Karten      | keine – Dougall (19.), Chaided (40.), Sookjitthammakul (59.), Etheridge (78.) |

#### Auswechselspieler
| Auswechselspieler | Auswechselspieler |
| --- | --- |
| Muangthong United | Buriram United |
| - Korawich Tasa (46.) ▲ - Jaturapat Sattham (63.) ▲ - Purachet Thodsanit (63.) ▲ - Teeraphol Yoryoei (78.) ▲ - Chatchai Saengdao - Khanaphod Kadee - Kasidech Wettayawong - Thiraphat Nuntagowat - Wongsakorn Chaikultewin - Khomsan Sanphiphan - Payanat Thodsanid - Siradanai Phosri | - Peter Žulj (65.) ▲ - Sasalak Haiprakhon (65.) ▲ - Dion Cools (65.) ▲ - Athit Berg (81.) ▲ - Pansa Hemviboon (88.) ▲ - Dutsadee Buranajutanon - Chatchai Bootprom - Maxx Creevey - Martin Boakye - Seksan Ratree - Leon James |